# Let's Get Lost (brano musicale)
Let's Get Lost è uno standard jazz con la musica di Jimmy McHugh e il testo scritto da  Frank Loesser. Il brano musicale era stato interpretato per la prima volta da Mary Martin per il film commedia del 1943 Happy Go Lucky. Sempre nello stesso anno il brano musicale fu inciso da Vaughn Monroe con la sua orchestra.
La canzone è associata a Baker più spesso che a qualsiasi altro artista. Questa associazione è nata solo dopo che il regista e fotografo Bruce Weber aveva preso in prestito il titolo della canzone per il suo documentario del 1988 sulla vita di Baker. E dopo la sua morte la canzone è diventata così fortemente identificata con Baker e con alcuni aspetti della sua vita.

## Il testo
(da Let's get lost, Frank Loesser)
La canzone nacque come una ballata romantica scritta per la colonna sonora del film hollywoodiano, una commedia romantica su personaggi che si ritrovano non tanto persi, quanto piuttosto lontani da casa, in cerca di divertimento su un'isola caraibica. La canzone in realtà era stata scritta per il film, senza nessun nesso legato a Baker o al suo stile di vita.
Il testo che si sviluppa oltre il primo verso, è chiaro che la canzone è una proposta da parte di un amante verso l'altro di perdersi in un mondo romantico.
Tuttavia, dopo il documentario del 1988, la canzone ha contribuito a diffondere l'errata convinzione che la canzone riguardasse ciò di cui tratta principalmente nel film Let's Get Lost: nella musica o nella droga. Quando le immagini intense di Baker che si perdeva nel jazz e nella sua tossicodipendenza sono state assimilate dagli spettatori del documentario, questi equivoci ed esagerazioni hanno preso piede.